# Anthurium ameliae
Anthurium ameliae Nadruz & Cath., 2005 è una pianta della famiglia delle Aracee, diffusa in Brasile.